# Le Joueur de base-ball était un espion
 (décembre 2023).
Si vous disposez d'ouvrages ou d'articles de référence ou si vous connaissez des sites web de qualité traitant du thème abordé ici, merci de compléter l'article en donnant les références utiles à sa vérifiabilité et en les liant à la section « Notes et références ».
Pour plus de détails, voir Fiche technique et Distribution.
Le Joueur de base-ball était un espion (The Catcher Was a Spy) est un film de guerre biographique réalisé par Ben Lewin, sorti en 2018.

## Synopsis
L'histoire vraie du célèbre joueur juif de baseball américain Moe Berg qui, lors de la Seconde Guerre mondiale, devient secrètement un espion pour le Office of Strategic Services. Sa renommée sportive, ses connaissances universitaires et son don pour les langues font de lui une recrue de premier choix. Sa mission : espionner les Nazis qui veulent construire rapidement la première bombe atomique. Mais la vie privée et mystérieuse de Berg intrigue son entourage au point qu'on le soupçonne d'être homosexuel.

## Fiche technique
- Titre français : Le Joueur de base-ball était un espion
- Titre original : The Catcher Was a Spy
- Réalisation : Ben Lewin
- Scénario : Robert Rodat, d'après le roman éponyme de Nicholas Dawidoff
- Montage : Mark Yoshikawa
- Musique : Howard Shore
- Photographie : Andrij Parekh
- Production : Kevin Scott Frakes, Tatiana Kelly, Buddy Patrick et Jim Young
- Sociétés de production : Animus Films, PalmStar Media, Serena Films et Windy Hill Productions
- Société de distribution : IFC Films
- Pays d'origine :  États-Unis
- Langue originale : anglais
- Format : couleur
- Genre : biographie, film de guerre, espionnage
- Durée : 98 minutes
- Dates de sortie  :
  -  États-Unis : 
    - 19 janvier 2018 (Festival du film de Sundance
    - 22 juin 2018

  -  France : 20 septembre 2018 (VOD)

## Distribution
- Paul Rudd (VF : Cédric Dumond) : Moe Berg
- Mark Strong (VF : Pascal Germain) : Werner Heisenberg
- Sienna Miller (VF : Céline Mauge) : Estella Huni
- Jeff Daniels (VF : Michel Dodane) : William Joseph Donovan
- Tom Wilkinson (VF : Philippe Catoire) : Paul Scherrer
- Giancarlo Giannini : professeur Edoardo Amaldi
- Hiroyuki Sanada (VF : Stéphane Fourreau) : Kawabata
- Guy Pearce (VF : Alexis Victor) : Robert Furman
- Paul Giamatti (VF : Daniel Lafourcade) : Samuel Goudsmit
- Connie Nielsen (VF : Hélène Bizot) : Koranda
- Shea Whigham (VF : Stéphane Bazin) : Joe Cronin
- William Hope : John Kieran
- John Schwab (VF : Éric Marchal) : Lefty Grove
- Pierfrancesco Favino : Martinuzzi
- James McVan : Lou Gehrig